# Walgreens
Walgreen Company, más conocida por su nombre comercial Walgreens, es una empresa estadounidense que opera como la segunda cadena de farmacias más grande de los Estados Unidos, después de CVS Health. Se especializa en la venta de productos bajo prescripción médica, productos de salud y bienestar, información de salud y servicios de fotografía. A fecha de 31 de agosto de 2019, la empresa operaba 9277 tiendas en Estados Unidos. Fue fundada en Chicago en 1901 y su sede central se encuentra en un suburbio de esta ciudad: Deerfield (Illinois).
En 2014 la compañía acordó comprar el 55% de la empresa suiza Alliance Boots para formar un negocio global (antes de esta decisión, ya poseía el 45 % restante). En virtud de los términos de la compra, las dos empresas se fusionaron para formar una nueva sociedad holding, Walgreens Boots Alliance, el 31 de diciembre de 2014. Walgreens se convirtió en una subsidiaria de la nueva compañía, que mantiene su sede en Deerfield y cotiza en el Nasdaq bajo el símbolo WBA.